# Naturalisation
 For alternative betydninger, se naturalisering.
Naturalisation betyder opnåelse af indfødsret eller statsborgerskab i et andet land end det, hvor man er født.
Naturalisation sker i Danmark ved, at ansøgeren med navns nævnelse optages på en af de særlige love om indfødsrets meddelelse, hvoraf der som regel gennemføres to om året.
Naturalisation anvendes også i forbindelse med anerkendelse af adelsskab fra andre lande. Mange udenlandske adelspersoner er således blevet naturaliserede som tilhørende dansk adel.